# Я пришёл дать вам волю (сценарий)
«Я пришёл дать вам волю» — неосуществлённый художественный фильм о восстании Степана Разина, съёмки которого В. М. Шукшин планировал начать к осени 1974 года.

## Аннотация
Основой художественного фильма должен был стать роман В. М. Шукшина «Я пришёл дать вам волю». Фильм планировался трёхсерийным.

## Съёмочная группа
- Автор сценария: Василий Шукшин
- Режиссёр: Василий Шукшин
- Оператор: Анатолий Заболоцкий
- Художник: Ипполит Новодерёжкин

## Замысел
В заявке на литературный сценарий — самый первый, называвшийся «Конец Разина», в марте 1966 года, Шукшин писал:
«Он национальный герой, и об этом, как ни странно, надо „забыть“. Надо по возможности суметь „отнять“ у него прекрасные легенды и оставить человека. Надо не утратить героя, легенды будут жить, а Степан станет ближе. Натура он сложная, во многом противоречивая, необузданная, размашистая. Другого быть не могло. И вместе с тем — человек осторожный, хитрый, умный дипломат, крайне любознательный и предприимчивый».
Замысел этот возник задолго до создания романа. Шукшин пронес его через всю свою творческую жизнь. В сущности, вся его жизнь прошла под знаком верности Разину. С детства история Стеньки поразила его воображение. Разин изумил его своей силой духа, беззаветной храбростью и решимостью постоять за народную волю. В пору первых серьёзных размышлений о смысле жизни, о месте человека в цепи поколений, его поразило, как прочно вошёл Разин в память народа.
Вот, что писал сам Шукшин по этому поводу:
«Здесь речь пойдет об ОДНОМ человеке, которого хватит на три фильма, потому что человек этот огромной судьбы. Мало, что он герой, история знает много героев, судьба которых точно укладывается в анекдот; он герой, чья личная судьба ему не принадлежит, она — достояние народа, гордость народа. Поэтому всё, что отрицает её, как таковую, церковь, например, — мне глубоко ненавистно.
Что делает таких героев ТАКИМИ? Редкая, изумительная, невероятная способность полного самоотречения. И героев-то таких в истории человечества — девять-десять: основатели религий, Христос в том числе, вожди народных восстаний, не все: Пугачёв сюда не может быть отнесен. Наполеон тоже „не вышел“ на такого героя, хоть шуму наделал больше всех их. Разин…»
Отказ Киностудии им. М. Горького, полученный им в 1966 году, Шукшина не обескуражил — сценарий уже перерастал в большое художественное полотно, и это было необходимо для философски-нравственного осмысления материала. Впоследствии Шукшин вспоминал:
«Только в литературном письме я вроде бы сумел до конца выразить всё, что мне хотелось. А вот теперь можно переводить роман на кинематографический язык. Так мне кажется.»
Образ Степана Разина окончательно сложился в его представлении. Именно в литературном творчестве он смог по-настоящему, с полной отдачей выразить своё отношение к герою и отобразить его личность. Как ни зрелищен, ни кинематографичен был роман, но в сценарии многие линии пришлось спрямить, многие эпизоды упростить — эта неизбежная работа была трудна и кропотлива. Шукшин замышлял теперь фильм не в двух, а в трех сериях. И все ровно, даже при таком раскладе материал, заключённый в романе, требовал больших сокращений.
К концу 1970 года Шукшин посчитал работу над сценарием законченной, опубликовал его в журнале «Искусство кино» и обратился на Киностудию им. М. Горького с заявкой на производство фильма. И сразу же столкнулся с резким неприятием своего детища. Возражений было так много, что в пору было не поправки вносить, а писать новый сценарий. При этом перед ним лежали рецензии четырёх докторов исторических наук, и все они высоко оценивали работу.
Вот как понимал кинематографический образ сам Шукшин:
«…если всерьез поднимать тему „воли“ — надо всерьез, до конца знать, что это значит: это значит, что человек, принявший в сердце народную боль, поднимает карающую руку. И, господи, нам ли считать, сколько он нанес ударов, и не было ли на наш взгляд, лишних? Пусть они будут тяжкими! Я к тому это, что сценарий всё-таки вызвал нарекание в жестокости — жесток Степан. Вот тут я не знаю, что говорить. Жесток — с кем? Ведь если человек сильный жесток, он всегда жесток с кем-то, а с кем-то нет. Во имя чего он жесток? Жесток во имя поганой власти своей — тогда он, сильный, вызывает страх и омерзение. Тогда этот исторический карлик сам способен скулить перед лицом смерти — она сильней. Она разит его. Способный к самоотречению, умирает без страха — и живёт в благодарной памяти людской, в песне, в легенде.»
«Разин — это русская трагедия. Сколь способен любить Разин — столь любит народ, породивший его, сколь ненавистны ему страх и рабство, так они прокляты изначально прародителем его — народом. В то далекое время народ не знал, как освободить себя. Не знал и Разин. Если б знал, освободил бы. „Я пришёл дать вам волю“ — и принял топор палача. Разин не может быть жесток исторически. Жесток, повторяю, тот, кто губит из страха и властолюбия.»
«Построение киноромана замыслилось как повествование об историческом герое с преобладанием его личного характера, психологии, поступков, кои, конечно же, не самоценны. Но все-таки, восстание — во многом, если не в решающие моменты — суть порождение одной воли, одного ума. И это — часть трагедии. Даже когда общественные силы сгруппировались должным — враждебным — образом, даже когда столкновение неизбежно, даже и тогда вперед выйдут те, кого вышлют из своих рядов силы те и эти. Так в середине XVII века на Руси вышли — и на долгое время вперёд определили ход событий три деятеля: Разин, боярин Алексей Романов — царь, и Никон — патриарх. Решалась судьба русского государства, русского крестьянства. Крестьянство было задавлено, заступник его, донской атаман Степан Разин, четвертован в Москве. Когда я так понимаю события, а я их так понимаю, разговоры о жестокости Разина мне представляются лишними.»
Почти вся зима 1970—1971 года протянулась под знаком неминуемого худсовета. В эту зиму Шукшин неоднократно обращался к своему Степану Разину, размышлял о том, как лучше сделать дело, как перенести на экран художественную ткань романа. В тот период он решился несколько изменить финал киноромана:
«…перед казнью Степан обязательно увидит солнце: оно вырвется из-за туч и — во весь экран — просияет миру.»
Худсовет был назначен на 11 февраля, Лариса Ягункова, работавшая в то время с Шукшиным, получила записку:
«ФИЛЬМ ЗАКРЫЛИ!»
«ВСЕ. Пусть отныне судьбу России решают балерины. Па-де-де — С комсомольским задором… ТОШНО».